# Singles Top 100
Singles Top 100 (do 2004 Top 100 Singles, w latach 2009–2016 Singles Top 75) – cotygodniowa lista przebojów najlepiej sprzedających się singli w Szwajcarii publikowana przez Hitparade.ch. Lista obejmuje 75 pozycji.
W Szwajcarii istnieje także retoromański odpowiednik w postaci listy Singles Top 20.
W październiku 2016 roku lista została rozszerzona z 75 do 100 pozycji tak jak to miało miejsce do 2009 roku.